# Resolució 945 del Consell de Seguretat de les Nacions Unides
La Resolució 945 del Consell de Seguretat de les Nacions Unides fou adoptada per unanimitat el 29 de setembre de 1994. Després de reafirmar la Resolució 696 (1991) i totes les resolucions posteriors sobre Angola, el Consell va prorrogar el mandat de la Segona Missió de Verificació de les Nacions Unides a Angola (UNAVEM II) fins al 31 d'octubre de 1994 i va discutir sobre la implementació dels acords de pau.
El Consell va indicar que les decisions futures sobre el paper de les Nacions Unides a Angola dependrien de la voluntat de les parts d'aconseguir la pau. Encara hi havia preocupacions serioses sobre les hostilitats al país que podrien afectar les converses de pau a Lusaka, la implementació del mandat de la UNAVEM II i causar patiment a la població civil. La preocupació també es va expressar per violacions de l'embargament d'armes contra la UNITA en la Resolució 864 (1993).
Després d'ampliar el mandat de la UNAVEM II fins al 31 d'octubre de 1994, es va instar a ambdues parts a completar els debats a Lusaka i signar un acord per la mateixa data. Qualsevol altre retard en el procés de pau seria inacceptable. Es va assenyalar que UNITA havia acceptat propostes presentades pel representant especial del Secretari General de les Nacions Unides i els tres Estats observadors i, per tant, no es prendria cap acció addicional contra la part. Si no hi ha cap acord, es revisarà la presència de les Nacions Unides a Angola, i si hi ha un acord, hi haurà un augment de la força a la UNAVEM II al seu nivell prèviament autoritzat. Mentrestant, es va instar que les accions militars s'aturessin immediatament.
Es van condemnar les accions que impedien la prestació d'ajuda humanitària a la població, com ara posar mines terrestres. La desaparició dels treballadors humanitaris el 27 d'agost de 1994 va causar la preocupació i les demandes del seu alliberament. Es va recordar a tots els estats que implementessin les disposicions de la Resolució 864 contra UNITA. Finalment, es va demanar al Secretari General Boutros Boutros-Ghali que informés al Consell sobre la situació militar i humanitària a Angola el 20 d'octubre de 1994 i sobre el progrés de les converses a Lusaka.